# Fondremand
Fondremand település Franciaországban, Haute-Saône megyében. Lakosainak száma 199 fő (2022. január 1.). Fondremand Mailley-et-Chazelot, Hyet, Maizières, Montarlot-lès-Rioz, Recologne-lès-Rioz, Trésilley és Villers-Bouton községekkel határos.

## Népesség
A település népességének változása:
| Lakosok száma | 184  | 188  | 202  | 198  | 200  | 201  | 200  | 200  | 199  |
|               | 2013 | 2015 | 2016 | 2017 | 2018 | 2019 | 2020 | 2021 | 2022 |